# 秋田周平
秋田 周平（あきた しゅうへい）は、日本の映画プロデューサーである。松竹株式会社所属。

## 来歴
宮城県仙台第二高等学校出身。カリフォルニア大学バークレー校映画学部卒業。

## フィルモグラフィー
- 『ソロモンの偽証』（2015年） - プロデューサー
- 『NINJA THE MONSTER』（2016年） - プロデューサー
- 『破門 ふたりのヤクビョーガミ』（2017年） - プロデューサー
- 『こどもつかい』（2017年） - プロデューサー
- 『引っ越し大名』（2019年） - プロデューサー
- 『人間失格 太宰治と3人の女たち』（2019年） - プロデューサー
- 『弱虫ペダル』（2020年） - アソシエイト・プロデューサー
- 『事故物件 恐い間取り』（2020年） - プロデューサー
- 『騙し絵の牙』（2021年） - プロデューサー